# G. Mezei Mária
G. Mezei Mária (Heves, 1949. november 18. –) magyar rádió- és televízióbemondó, műsorvezető.

## Életpályája
Hevesen született, 1949. november 18-án. Egerben, a Gárdonyi Géza Gimnáziumban érettségizett majd az egri Tanárképző Főiskola orosz–magyar szakán folytatott tanulmányokat. Később az Eötvös Loránd Tudományegyetem bölcsészkarán középiskolai tanári diplomáját is megszerezte. Szakdolgozatát beszédtechnikából írta. Még egri főiskolás korában jelentkezett a televízióban meghallgatásra. Ez a lépése mégsem lett teljesen eredménytelen: itt ismerte meg ugyanis G.-t, akinek kezdőbetűje ma neve előtt van. 

Diákkorában többször részt vett szépkiejtési- és szavaló versenyeken. Rövid ideig magyar nyelvtant, irodalmat, orosz nyelvet tanított. Még főiskolásként a Riporter kerestetik című vetélkedőműsor egyik résztvevője volt, és mellette a rádió tanfolyamán beszédtechnikát tanult. Külsősként rövid riportokat is készített a rádió Esti krónika című műsorába, kultúrával, színházművészettel kapcsolatos témákban. 1982-ben nyilatkozta az alábbiakat: 

„...színházi riportokat készítettem. Közben megtetszett a bemondói munka, és jelentkeztem meghallgatásra. A bizottság előtt híreket, idegen szavakkal teletűzdelt szöveget olvastam fel, verset mondtam és énekeltem. A vizsga jól sikerült, így hat évvel ezelőtt, április elsején felvettek a rádióba.”

 Bemondógyakornokként, élő adásban, első alkalommal a Magyar Rádió 3. műsorában (ma Bartók Rádió) – mentora: Erdei Klári mellett, szólt először a hallgatókhoz. Rádiós, narrációs munkái közül emlékezetesek a színházi közvetítések, melyeknek állandó szerkesztője Csaba Klári volt. Televíziós bemondói munkájáról az alábbiakat mesélte: 

„...az Iskolatelevíziónál kezdtem, hiszen minden kezdő bemondó úgy indul, hogy az ITV (Iskolatelevízió) óráit konferálja. Azután fokozatosan kerül fel a délutáni műsorba, majd a kettes programba, este...”

Sólyom András filmrendező fedezte fel, aki főiskolásként kameramanként dolgozott a televízióban. G. Mezei Mária 1982-ben így emlékezett: 

„...a Parabolában kellett híreket felolvasnom. Akkor kérdezték meg tőlem, miért nem jövök át hozzájuk bemondónak. Gondolkoztam, és végül is elfogadtam az ajánlatot. Ez nem jelenti azt, hogy hűtlen lettem a rádióhoz. A rádió az első, a televízió alkalmazkodik az ottani munkabeosztásomhoz...”

Bemondóként több mint 30 évig dolgozott a Magyar Rádióban, és 18 évig a Magyar Televízióban is.
Nyugdíjba vonulása után beszédtechnikát, beszédművelést tanít.

## Rádiós munkáiból
- Muzsikáló reggel (műsorvezető)
- Színházi közvetítések

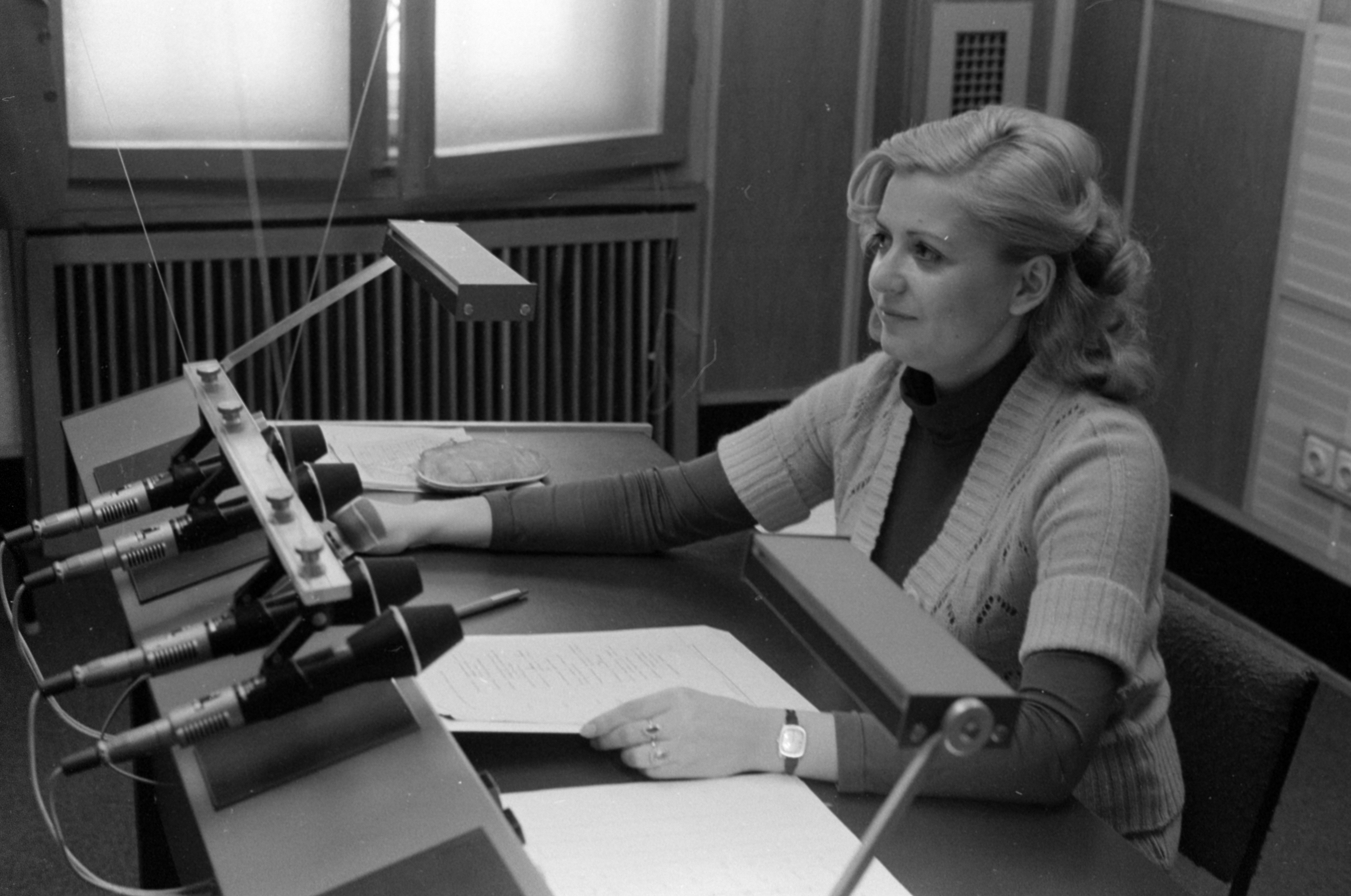
A Magyar Rádió Stúdiójában 1978-ban

- Jó reggelt!; Déli krónika; Esti magazin (hírolvasó-bemondó)
- Éjfél után – A Magyar Rádió zenés műsora hajnalig (A rádió éjszakai műsorában műsorvezetőként beszélgetett a korszak fiatal művészeivel (Vass Gábor, Rubold Ödön, Bubik István, Kubik Anna, Pánczél Éva), akik vallottak életükről, hivatásukról.)

## Film, tv
Szerepelt az alábbi filmes alkotásokban:  
- Nemlétezik történetek (tévéfilm, 1979, rendező: Sólyom András)[3]
- Mintaapák (sorozat) 81. rész (2020)... Zsófia